# География на Ангола
Ангола е държава в южната част на Централна Африка, разположена край източния бряг на Атлантическия океан. На северозапад чрез ексклав си Кабинда Ангола граничи с Република Конго (дължина на границата – 190 km), на север и североизток – с Демократична република Конго (1930 km), на изток – със Замбия (1110 km), а на юг – с Намибия (1376 km). Общата дължина на сухоземните граници (в т.ч. речни) е 4606 km. На запад се мие от водите на Атлантическия океан с дължина на бреговата ивица 1650 km. Дължината на страната от север на юг е 1300 km, а от запад на изток – 1200 km. В тези си граници Ангола заема площ от 1 246 700 km². Населението към 1.1.2020 г. възлиза на 31 100 000 души. Столица е град Луанда.
Територията на Ангола се простира между 4°23′ и 18°02′ ю.ш. и между 11°40′ и 24°05′ и.д. Крайните точки на страната са следните:
- крайна северна точка – 4°23′17″ ю. ш. 12°46′00″ и. д. / 4.388056° ю. ш. 12.766667° и. д., чрез ексклава Кабинда), на границата с Република Конго.
- крайна южна точка – 18°02′19″ ю. ш. 20°49′33″ и. д. / 18.038611° ю. ш. 20.825833° и. д., на левия бряг на река Окаванго, на границата с Намибия.
- крайна западна точка – 16°33′13″ ю. ш. 11°40′05″ и. д. / 16.553611° ю. ш. 11.668056° и. д., на брега на Атлантическия океан.
- крайна източна точка – 12°21′44″ ю. ш. 24°04′41″ и. д. / 12.362222° ю. ш. 24.078056° и. д., на границата със Замбия.[2]

## Релеф, геоложки строеж, полезни изкопаеми
Голяма част от територията на Ангола се заема от плата (Малание, Бие, Хуила и др.) с надморска височина над 1000 m, издигащи се със стръмни отстъпи над тясната (от 50 до 200 km) приморска низина. Най-високата точка на страната връх Моко (2620 m) се издига над платото Бие.
В геоложко отношение територията на Ангола влиза в пределите на Африканската платформа, фундамента на която е образуван от докамбрийски кристалинни скали (гранити, гнайси, кристалинни шисти и др.), откриващи се на повърхността в западните части на вътрешните плата. На север на повърхността се показват горнопротерозойски седиментни дислоцирани скали. В източната част на страната фундаментът е скрит под чехъл от мезозойски и палеогенови наслаги и по периферията на падината Окаванго. Приморската низина е изградена от кредни и кайнозойски морски наслаги, предимно пясъчници и варовици.
Недрата на Ангола са богати на диаманти, нефт, кафяви въглища, железни, манганови и медни руди, цинк, олово, ванадий, титан, уран, злато, слюда и други полезни изкопаеми.

## Климат
Климатът във вътрешните части на Ангола е екваториално-мусонен с дъдовен летен (от ноември до април) и сух зимен (от май до октомври) сезон. В приморските части климатът е тропично-пасатен, засушлив и е зависим от студеното Бенгелско течение, което понижава температурите на брега, подобно на Перуанското и Калифорнийското течение. Средните температури на най-топлия месец (март или април на крайбрежието, октомври или ноември във вътрешността на страната) са от 21 до 29°С, а на най-прохладния (юли или август) от 15 до 22°С. Годишната сума на валежите се колебае от 1000 до 1500 mm, в крайния юг 500 – 1000 mm, а по крайбрежието от 50 – 100 mm по южното и 250 – 500 mm по северното крайбрежие.
| Климатични данни за Луанда         | Климатични данни за Луанда | Климатични данни за Луанда | Климатични данни за Луанда | Климатични данни за Луанда | Климатични данни за Луанда | Климатични данни за Луанда | Климатични данни за Луанда | Климатични данни за Луанда | Климатични данни за Луанда | Климатични данни за Луанда | Климатични данни за Луанда | Климатични данни за Луанда | Климатични данни за Луанда |
| Месеци                             | яну.                       | фев.                       | март                       | апр.                       | май                        | юни                        | юли                        | авг.                       | сеп.                       | окт.                       | ное.                       | дек.                       | Годишно                    |
| Средни максимални температури (°C) | 28                         | 29                         | 30                         | 29                         | 28                         | 25                         | 23                         | 23                         | 24                         | 26                         | 28                         | 28                         |                            |
| Средни минимални температури (°C)  | 23                         | 24                         | 24                         | 24                         | 23                         | 20                         | 18                         | 18                         | 19                         | 22                         | 23                         | 23                         |                            |
| Средни месечни валежи (mm)         | 25                         | 36                         | 76                         | 117                        | 13                         | 0                          | 0                          | 0                          | 3                          | 5                          | 28                         | 20                         |                            |
| ---------------------------------- | -------------------------- | -------------------------- | -------------------------- | -------------------------- | -------------------------- | -------------------------- | -------------------------- | -------------------------- | -------------------------- | -------------------------- | -------------------------- | -------------------------- | -------------------------- |
|                                    |                            |                            |                            |                            |                            |                            |                            |                            |                            |                            |                            |                            |                            |

## Води
Североизточните части на Ангола попадат във водосборния басейн на река Конго (4374* km), която протича на протежение около 130 с най-долното си течение по границата с Демократична република Конго. Основните реки в нейния водосборен басейн са Касаи (2153* km) и Куанго (1100*), които протичат през страната с горните си течения. На запад непосредствено в Атлантическия океан се вливат реките Кунене (1207 km) и река Куанза (965 km). На изток и югоизток протичат река Замбези (2660* km, с част от горното си течение) с притока си Куандо (800 km) и река Окаванго (Кубанго, 1600* km) с притока си Квито. Повечето от анголските реки са с множество бързеи и прагове, притежават големи хидроресурси, но са неудобни за корабоплаване.

## Почви, флора, фауна
Растителността във вътрешните части е представена основно от сухи листопадни тропически редки гори, развити върху фералитни почви от различни типове (кафеникаво-червени и др.), предимно песъчливи. В северните и централни части на приморската низина са развити тревисти и храстови савани с баобаби върху червено-кафяви ожелезнени и черни тропически почви. В южните части господстват опустинените савани и полупустини, развити върху червено-кафяви почви, а в крайния юг има пустинни участъци. Срещат се маслодайни палми, мангрови гори, каучуково дърво, кафе, памук, тютюн, нар и много други.
В животинският свят на Ангола преобладават представителите на саванната фауна на Източноафриканската подобласт в съчетание с елементи на горската фауна на Западноафриканската подобласт на Етиопската зоогеографска област и включва: лъвове, леопарди, хиени, слонове, жирафи, носорози, хипопотами, зебри, бизони, антилопи, щрауси, крокодили и др. Сред рибите се срещат мряна, спарид и африканска жълта риба.